# Шермерхорн Астор, Кэролайн
Кэролайн Уэбстер Шермерхорн, более известная как Кэролайн Астор (англ. Caroline Webster Schermerhorn; 22 сентября 1830, Нью-Йорк, США — 30 октября 1908, там же) — американская светская львица второй половины XIX века. Мать предпринимателя Джона Джекоба Астора IV.
После брака с предпринимателем Уильямом Астором, была известна как «миссис Астор». Благодаря своему браку была видным членом семьи Астор и матриархом мужской линии американских Асторов.

## Семья и ранние годы
Кэролайн Шермерхорн родилась 22 сентября 1830 года в богатой семье голландского происхождения, принадлежавшей к аристократии Нью-Йорка и занимавшейся строительством морских и торговых судов.
Её отец — Абрахам Шермерхорн (1783—1850) — американский предприниматель. На момент рождения Кэролайн, ему было сорок семь лет, и его состояние оценивалось более чем в 500 000 долларов (что эквивалентно 12 152 000 долларов в 2020 году). Её мать Хелен Ван Кортландт Шермерхорн (урожд. Уайт) (1792—1881).
Детство провела в особняке Шермерхорнов на Гринвич-стрит рядом с парком Боулинг-грин. Позднее вместе с семьей переехала и жила недалеко от Лафайетт-стрит, где в то время жил и работал дед ее будущего мужа Джон Джейкоб Астор.
Получила образование в одной из школ Нижнего Манхеттена. Свободно владела французским языком.

## Брак и дети

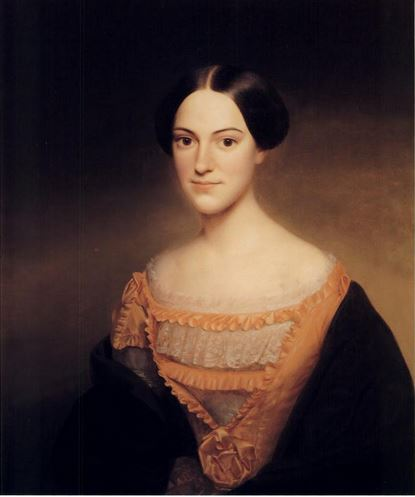
Кэролайн Астор в молодости

23 сентября 1853 года она вышла замуж за Уильяма Бэкхауса Астора-младшего (1829—1892) в церкви Троицы в Нью-Йорке. Ее муж был средним сыном бизнесмена по недвижимости Уильяма Бэкхауса Астора-старшего и Маргарет Алиды Ребекки Армстронг. Его дедом по отцовской линии был Джон Джейкоб Астор, а его дедушкой и бабушкой по материнской линии были сенатор Джон Армстронг-младший и Алида Армстронг (урожд. Ливингстон), дочь политика Роберта Ливингстона.
Семья ее мужа, Асторы, сколотила состояние сначала на торговле мехом, а затем на инвестициях в недвижимость в Нью-Йорке.
У Кэролайн и Уильяма родилось пятеро детей:
- Эмили Астор (1854—1881) — жена американского спортсмена и политика Джеймса Джона Ван Алена (1848—1923). Родила ему троих детей.
- Хелен Шермерхорн Астор (1855—1893) — жена дипломата Джеймса Рузвельта (1854—1927), старшего сводного брата будущего президента Франклина Рузвельта. Родила ему двоих детей.
- Шарлотта Августа Астор (1858—1920) — жена американского адвоката и светского льва Джеймса Коулмана Дрейтона. Родила ему троих детей. Позже она вышла замуж за Джорджа Огилви Хейга.
- Кэролайн Шермерхорн (Кэрри) Астор (1861—1948) — жена американского банкира Маршалла Орма Уилсона, брата банкира Ричарда Торнтона Уилсона-младшего и светской львицы Грейс Грэм Уилсон. Родила ему двоих сыновей.
- Джон Джекоб Астор IV (1864—1912) — американский миллионер, предприниматель и писатель, погибший при крушении «Титаника».

## Светская львица
Хотя в обществе принято считать, что она была полностью «поглощена высшим обществом», в течение первых нескольких десятилетий своей супружеской жизни Астор была в основном занята воспитанием своих пятерых детей и ведением домашнего хозяйства, что было нормально для женщин ее класса в Нью-Йорке середины XIX века.
Благодаря наследству от родителей у Лины были собственные деньги, поэтому она гораздо меньше зависела от мужа, чем большинство американских женщин того времени.
В 1862 году она и ее муж построили четырехэтажный особняк из модного тогда коричневого камня на Пятой авеню, 350, на месте нынешнего Эмпайр-стейт-билдинг. Здание находился по соседству с домом старшего брата ее мужа — Джона Джейкоба Астора III. Две семьи были соседями в течение 28 лет, хотя жены братьев Астор не ладили.

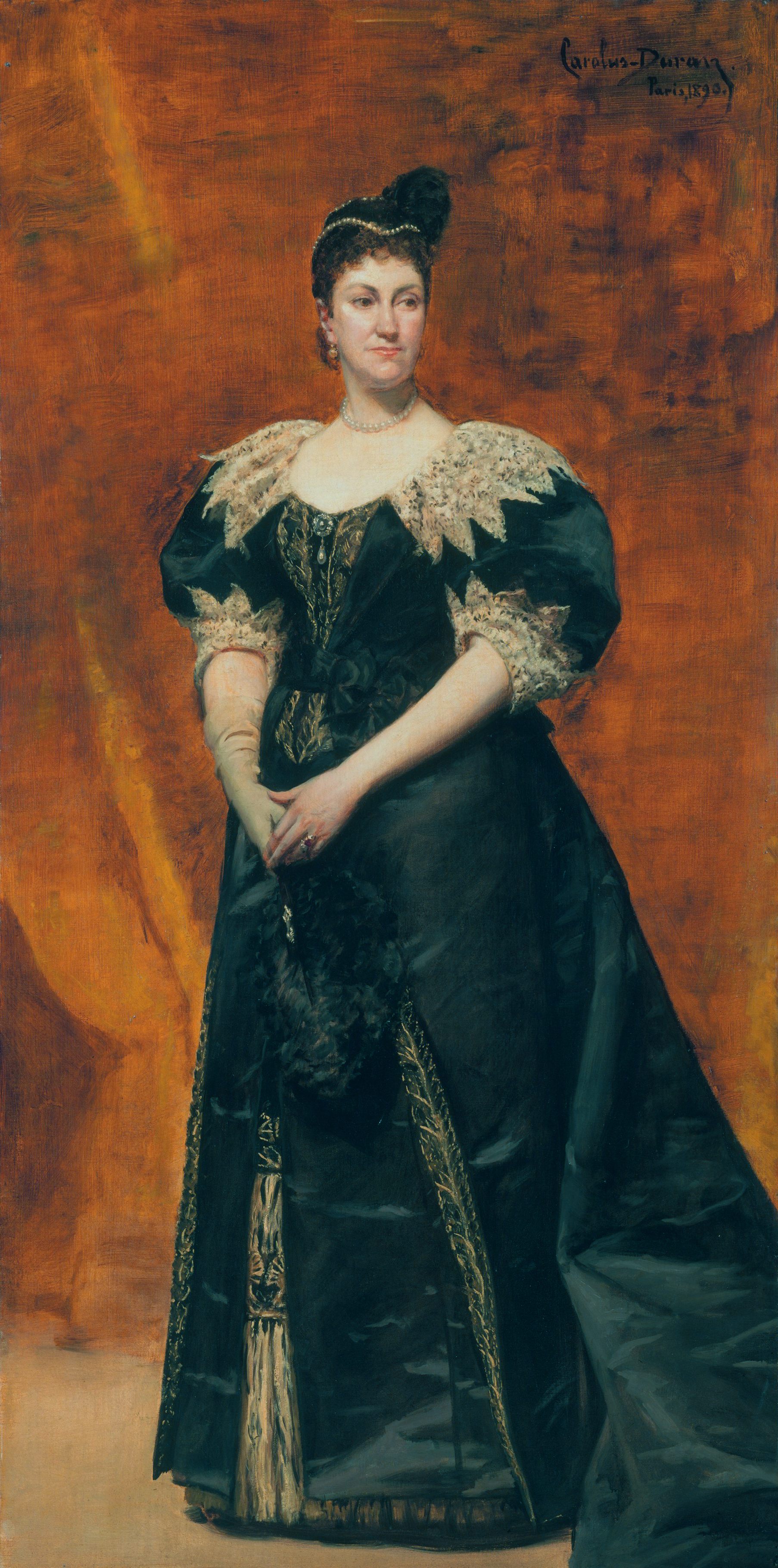
Кэролайн Астор, картина Каролюс-Дюрана 1890 года, представленная на Великой выставке портретов в 1894 году

Асторы также содержали роскошный «летний дом» в Ньюпорте, штат Род-Айленд, под названием Бичвуд, в котором был бальный зал, достаточно большой, чтобы вместить 400 самых модных светских львиц того времени.
Кэролайн Астор была главным авторитетом для нью-йоркской аристократии и стояла на вершине высшего общества в конце XIX века. Она устраивала пышные и изысканные вечеринки для себя и других представителей элиты Нью-Йорка. Никому не разрешалось посещать эти собрания без ее официальной визитной карточки. В кругах общения Кэролайн доминировали «волевые аристократические женщины». Её светские мероприятия характеризовались газетами, как «чрезмерно бросающаяся в глаза роскошь».
С её именем также связывают появление неофициальных списков людей из высшего общества. Например, в середине XIX века появился термин «высшая десятка», в которую входили 10 тысяч самых богатых жителей Нью-Йорка, а в конце XIX века — «400», считалось, что именно столько людей может вместить в себя бальный зал Кэролайн Астор, хотя на самом деле туда помещалось 273 человека.
Сама Астор и ее окружение, принадлежа к «старой гвардии» высшего общества и аристократии, не признавали и испытывали отвращение к нуворишам и предпринимателям, которые не унаследовали, а заработали свои состояния, в особенности на железных дорогах и системе городского общественного транспорта, которые в то время только начали активно развиваться и приносили их владельцам и акционерам огромные состояния.
В отместку за непримиримость своей тети Уильям Уолдорф Астор приказал снести дом своего отца и заменить его первым отелем «Уолдорф». Отель был специально спроектирован так, чтобы затмить особняк миссис Астор, который находился прямо по соседству. Это было сделано в попытке затмить ее статус. Отель «Уолдорф» был высотой в тринадцать этажей и построен в форме замка в стиле немецкого Ренессанса — таким образом, он затмевал не особняк Астор, но и все другие строения по соседству. В конце концов Кэролин и ее сын Джек снесли свой дом и построили на его месте другой отель — «Астория», и вскоре два отеля объединились и стали объединенным отелем «Уолдорф-Астория».
Вскоре Астор построила двойной особняк, один из самых больших, когда-либо построенных в Нью-Йорке, для нее и ее сына, причем миссис Астор занимала северную резиденцию (Пятая авеню, 841), а ее сын занимал южную (Пятая авеню, 840).
Дом Асторов на Пятой авеню и отель «Астория» были в конечном итоге снесены в 1927 и 1928 годах, чтобы освободить место для храма Эману-Эль и Эмпайр-стейт-билдинг соответственно.

## Болезнь, смерть и наследие
К тому времени, когда она переехала в свой новый дом с видом на Центральный парк, на углу 65-й улицы, ее муж умер, и она жила со своим сыном и его семьей. Астор провела последние несколько лет, страдая периодическим слабоумием, и умерла 30 октября 1908 года в возрасте 78 лет. Была похоронена на кладбище церкви Троицы в северном Манхэттене.
Ее младшая дочь, Кэрри, воздвигла памятный кенотаф высотой 11,9 метра в память о ней, в дополнение к ее захоронению в центре города. На кенотафе указана римская дата — MDMXIV (1514 год) — причина указания этой даты не известна, однако есть предположение о том, что это ошибка и на камне должна была располагаться надпись — MCMXIV (1914 год).
После смерти Астор ее место в иерархии нью-йоркской аристократии и высшего общества заняли три светские львицы того времени, в том числе Альва Бельмонт, с которой та враждовала.
Число 400 в рейтинге богатейших американцев Форбс 400 было выбрано в качестве оммажа к максимальной вместительности легендарного зала Астор.